# Учение о сигнатурах
Учение о сигнатурах — учение о взаимосвязях в живой и неживой природе, проявляющееся во внешнем подобии и отмеченное особыми знаками (сигнатурами). Присутствует у Галена и Диоскорида, позже было развито Парацельсом и Якобом Бёме. Учение утратило научную актуальность в XVII веке.